# شیشانو
شیشانو (به ایتالیایی: Scisciano) یک کومونه در ایتالیا است که در استان ناپل واقع شده‌است. شیشانو ۵٫۵ کیلومتر مربع مساحت و ۵٬۱۶۶ نفر جمعیت دارد.